# 张文军
张文军（1963年10月—），男，中国通信与信息系统专家，上海交通大学教授、博士生导师，曾任上海交通大学副校长。973计划首席科学家、中国国家数字电视工程研究中心首席科学家、中华人民共和国教育部首批长江学者特聘教授。

## 生平
1984年至1989年就读于上海交通大学电子工程系，先后获得通信与信息系统学士、硕士和博士学位，1990至1993年在德国飞利浦通信工业公司从事博士后研究及工作。2012年當選电气电子工程师学会會士。後來又當選選电气电子工程师学会上海分會會長。